# Chris Mihm
Christopher (Chris) Steven Mihm, född 6 juli 1979 i Milwaukee, är en amerikansk basketspelare som spelar i  Los Angeles Lakers i basketligan NBA. Han är 213 cm lång. Hans position är center.